# ジャバルプル
ジャバルプル（ヒンディー語: जबलपुर, ヒンディー語発音: [d͡ʒə.bəl̪.pʊɾ], 英: Jabalpur）は、インド中部、マディヤ・プラデーシュ州の中央にある都市。ジャバルプル県の県都。ジャバルプールとも表記する。面積10,160平方km、人口は1,081,677人（2011年）。

## 概要
ヴィンディヤ山脈南側盆地内の標高 402mに位置し、周辺は小高い丘陵。14世紀にゴンド王国の主要都市として栄えた。
石灰岩やボーキサイト、陶土などの鉱物資源を産し、セメント、兵器、繊維、絨毯、陶器などを生産する商工業都市として発展。農業では、小麦、豆類、サトウキビ、米、採油用種子などが栽培される。年平均気温は26.5℃で、年降水量の9割が雨期の6～9月に降る。

## ギャラリー

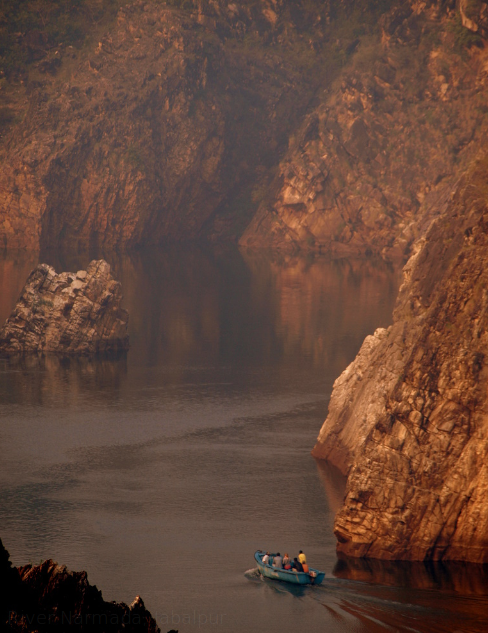
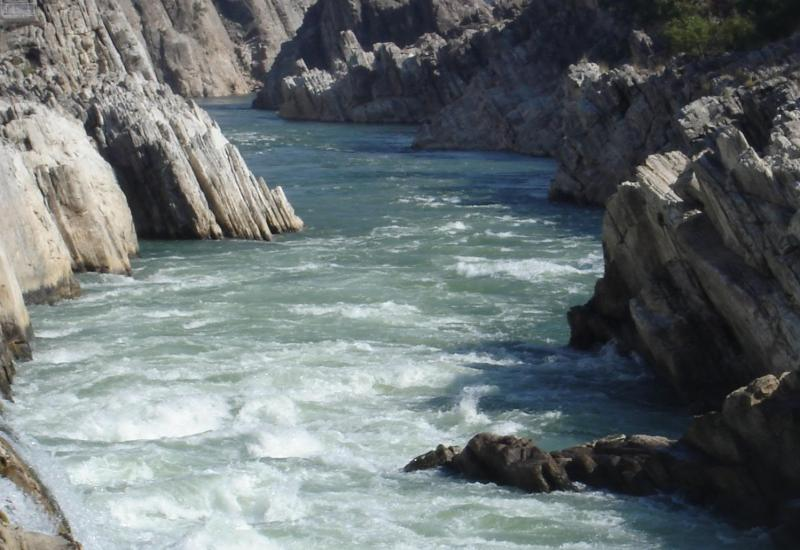
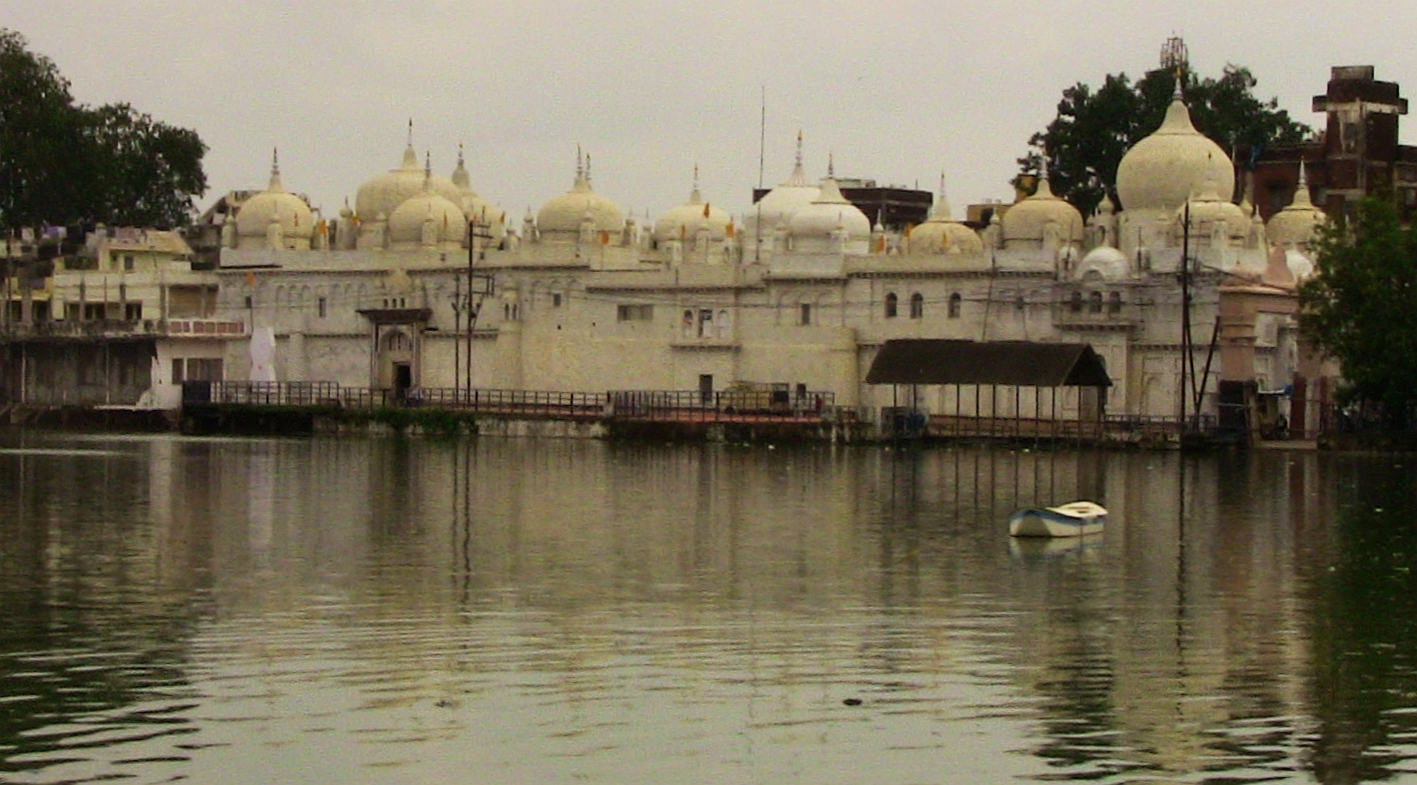
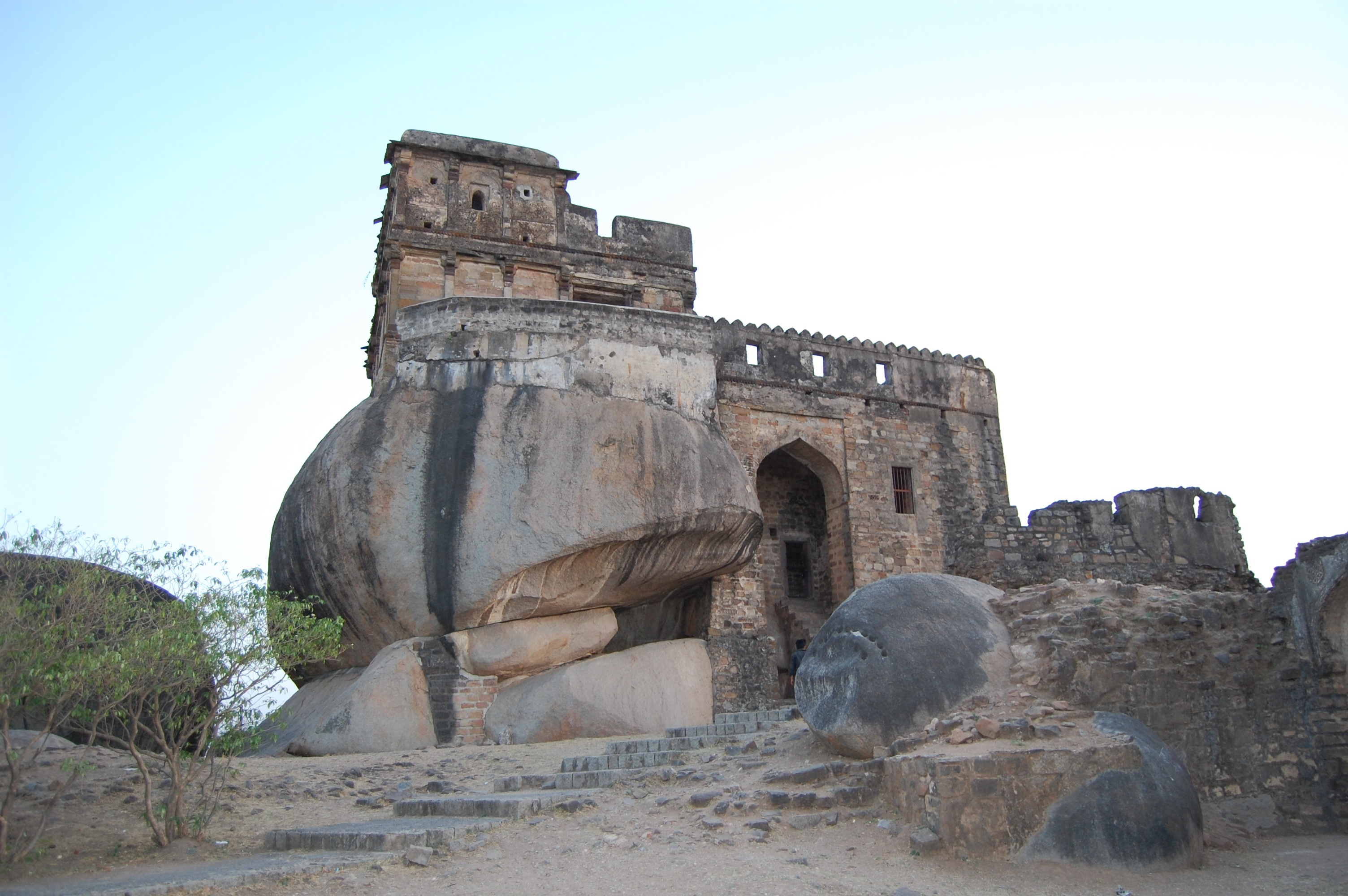
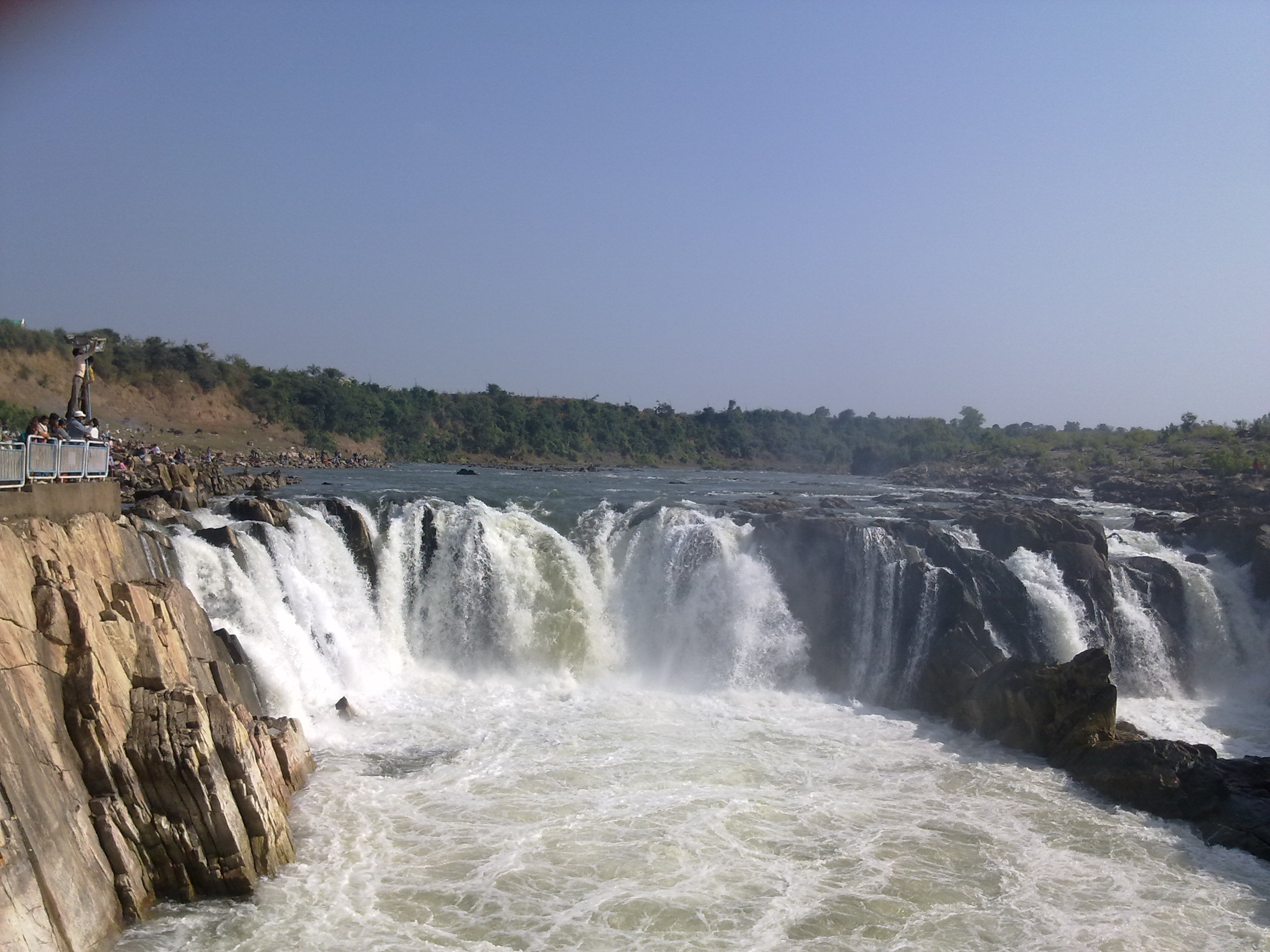

## 交通
ナルマダー川の上流、イラーハーバードとムンバイを結ぶ交通の要衝に位置する。ジャバルプル空港が近郊に所在する。